# نوكيا 6300

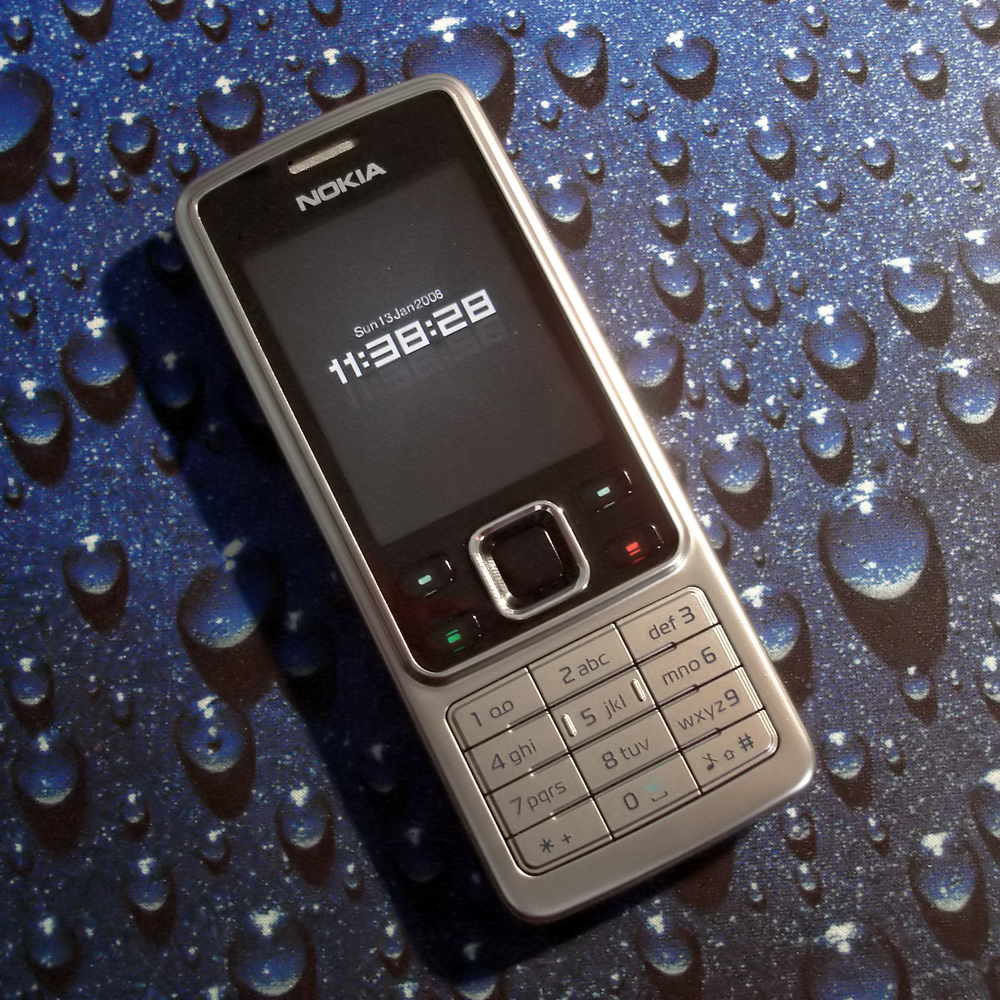
نوكيا 6300

نوكيا 6300 هي سماعة هاتف محمول من إنتاج شركة نوكيا. تم الإعلان عنه في 28 نوفمبر 2006  وتم إصداره في يناير 2007. تم تجميع هذا النموذج في عدة مصانع ، بما في ذلك مصنع Jucu ، بالقرب من Cluj ، في رومانيا. [بحاجة لتوضيح]
Nokia 6300 هو هاتف متوسط الحجم يجمع بين تصميم Candybar الكلاسيكي مع فولاذ مقاوم للصدأ وجسم رفيع (سمك 11.7 مم). تعمل على سلسلة 40. حقق هاتف 6300 نجاحًا كبيرًا وأصبح أحد أكثر طرازات نوكيا مبيعًا في السوق خلال وقته. تحسن قليلاً تم إطلاق طرازات نوكيا 6301 و Nokia 6300i لاحقًا في عامي 2007 و 2008 على التوالي.
تم اعتبار 6300 خليفة لعدة طرازات ، بما في ذلك نوكيا 6230 ونوكيا 6310i.

## ترددات التشغيل
```
GSM/EDGE) (900/1800/1900; 850/1800/1900).
```

## الحجم
- الحجم: 56 سم3.
- الوزن: 91 غ.
- المقاسات: 106.4 × 43.6 × 11.7.

## الشاشة
- 2 بوصة 240 × 340 QVGA (TFT) مع ألوان حقيقية يصل عددها حتى 16.7 مليون لون.

## السطح البيني
- سطح بيني جديد معزّز Series 40.

## التصوير
- كاميرا 2 megapixel مع ميزة التقريب الرقمي 8x.
- محدّد المشهد على كامل الشاشة.
- مسجل ومشغل الموسيقى

## وسائل إعلامية متعددة
- مشغّل موسيقي يدعم MP3، ، AAC، AAC+، eAAC+، H.263، H.264.
- راديو FM ستيريو مع راديو مرئي.
- تدفق فيديو (3GPP).
- إصدار DRM 2.0.
- نظام بحث XHTML.
- Java™: MIDP 2.0.
- ضوء Macromedia 2.0 لمحتوى رقمي أغنى.

## الذاكرة ( ميموري كارد )
- الحجم الأصلي للهاتف 7.5 ميجابايت
- يمكن زيادة حجم الهاتف عن طريق تركيب بطاقة ذاكرة microDS ( ميموري كارد )
- يمكن للهاتف إيستعاب بطاقة ذاكرة ( ميموري ) أقصي حجم 2 جيجا
- عند شراء الهاتف تجد بطاقة ذاكرة ( ميموري كارد ) مرفقة مع الهاتف بحجم 128 ميجابايت.

## الربط
- نسخة Bluetooth 2.0 مع نسبة بيانات معزّزة (تشتمل على دخول SIM ومميزات السماعة والتكلم الحر) ودعم ستيريو للسماعات.
- مزامنة البيانات محلياً وعن بعد من جهاز إلى جهاز مع SyncML (روزنامة، تأليف لائحة، دليل الهاتف).
- تأمين برنامج OMA بالكامل.
- مزامنة الكمبيوتر عبر استخدام Nokia PC Suite بفضل سلك USB وربط Bluetooth.

## محتويات علبة البيع
- هاتف Nokia 6300.
- بطارية Nokia BL-4C.
- شاحن Nokia AC-3.
- سماعة Nokia HS-47.
- دليل مستخدم نوكيا.
- قرص مدمج CD-ROM.
- بطاقة Micro SD MU-26 سعة 128 MB.

## مصدر
موقع نوكيا